# عبدالله العدان
عبدالله العدان (انگلیسی: Abdullah Al-Edan؛ زادهٔ) بازیکن فوتبال اهل قطر است.

## تیم ملی
وی همچنین در تیم ملی فوتبال قطر بازی کرده است.